# Płone Bagno
Płone Bagno (dawniej Diabelskie lub Czarcie bagno, niem. Teufelsmoor) – użytek ekologiczny, znajdujący się w południowo-wschodniej części Katowic, w dzielnicy Murcki, na terenie kompleksu Lasów Murckowskich.
Użytek ekologiczny utworzony w 2002 roku posiada powierzchnię 4,22 ha; chroni część boru bagiennego wraz z fragmentem torfowiska wysokiego, które jest unikalnym w skali regionu zbiorowiskiem o charakterze naturalnym. Jest to najlepiej zachowany w mieście płat boru bagiennego, w którym występują: bagno zwyczajne, borówka bagienna, żurawina błotna. W rejonie użytku bytuje wiele gatunków zwierząt, należy do nich np. gniazdująca na jego terenie słonka.
W rejonie Płonego Bagna przebiega Szlak Ochojski.

## Przyroda
Przyrodę Płonego Bagna tworzy klasycznie wykształcony bór bagienny z niewielkimi zachowanymi płatami torfowiska wysokiego, w których miąższość torfu może przekraczać dwa metry. Torfowisko to powstało w niecce obniżeniowej, mającej genezę górniczą. Na obszarze tym praktycznie nie występuje charakterystyczna dla torfowisk wysokich struktura kępkowo-dolinkowa co spowodowane jest znaczącym już osuszeniem terenu. Bór bagienny otoczony jest przez bór wilgotny z dobrze wykształconym runem, z dominacją borówki bagiennej, borówki czarnej oraz występującej w kępach trawy trzęślicy modrej, a także przez bór trzcinnikowy z występującym w nim trzcinnikiem orzęsionym.

### Flora
Na Płonym Bagnie dominuje bór bagienny rosnący na kwaśnych wilgotnych glebach torfiastych. W drzewostanie panuje sosna zwyczajna, obecna jest również brzoza brodawkowata. Drzewa te rosną w znacznym rozproszeniu, są zazwyczaj niskie i cienkie. Często spotyka się także drzewa obumarłe. W podszycie i podroście występują poza wymienionymi gatunkami także: dąb szypułkowy, świerk pospolity, topola osika i wierzba szara. Bujnie rozwinięte runo i warstwę niskich krzewów buduje borówka bagienna, bagno zwyczajne, żurawina błotna i wełnianka pochwowata. Kwitnące w czerwcu bagno zwyczajne nadaje Płonemu Bagnu niezwykle malowniczego widoku. W warstwie mszystej dominują torfowce, a także występujące na Płonym Bagnie kępy mchu płonnika. W płatach torfowiska występują bardzo rzadkie w aglomeracji modrzewnica pospolita i rosiczka okrągłolistna.

### Fauna
Płone Bagno to rejon licznie odwiedzany przez wiele gatunków zwierząt. Bardzo często znaleźć można ślady bytności jeleni, dzików, lisów i saren. Wieczorami w rejonie Płonego Bagna odbywają się polowania nietoperzy. W rejonie torfowiska gniazduje rzadki w skali kraju ptak – słonka zwyczajna. Awifaunę reprezentują także dzięcioły, których ślady żerowania na Płonym Bagnie występują dosyć często. Do płazów występujących na terenie użytku ekologicznego należą rzekotki i ropuchy szare. Gady reprezentują jaszczurka zwinka i jaszczurka żyworódka. Do bezkręgowców występujących na terenie Płonego Bagna zaliczyć można m.in. zawisaka borowca, którego larwy powodują znaczne zniszczenia upraw sosnowych. Innym motylem występującym w rejonie torfowiska jest zieleńczyk ostrężyniec. Spotkać można tu też liczne ważki. Chrząszcze
reprezentowane są przez dwa drapieżne gatunki, są to trzyszcz leśny i trzyszcz polny.

### Ochrona obszaru
Po raz pierwszy obszar Płonego Bagna do objęcia ochroną zaproponowano w 1992 roku. W rejonie torfowiska planowano utworzyć rezerwat przyrody. Miałby on obejmować powierzchnię 27,73 ha lasu w leśnictwie Lędziny. Projekt ten nie zyskał aprobaty lokalnych leśników, tym samym rezerwat nie został utworzony. Obszar wpisano do Ekologicznego Systemu Obszarów Chronionych w Katowicach. Ostatecznie na mocy rozporządzenia wojewody śląskiego nr 23/2002 z 19 maja 2002 na Płonym Bagnie utworzono użytek ekologiczny o powierzchni 4,22 ha.

### Zagrożenia
Największym zagrożeniem dla ekosystemu Płonego Bagna są zmiany stosunków wodnych. Na Płonym Bagnie obserwuje się znaczne obniżanie poziomu wód gruntowych, co przyczynia się do szybkiego osuszania terenów torfowiska. Proces ten rozpoczął się gdy Kopalnia Wesoła mając trudności z odprowadzaniem wód dołowych wykopała rów odwadniający, obecny potok Pstrążnik. Osuszanie Płonego Bagna trwa cały czas, co już sprawiło, że teren torfowiska można przebyć „suchą stopą”. Innym prognozowanym w oparciu o plany eksploatacyjne kopalń zjawiskiem mogącym całkowicie i nieodwracalnie zniszczyć środowisko przyrodnicze torfowiska jest powstanie zalewiska w centrum chronionego obszaru.

## Historie związane z Płonym Bagnem
W październiku 1911 roku po odbyciu służby wojskowej do dóbr księcia pszczyńskiego Jana Henryka XV przybył młody 22-letni leśniczy Willy Benzel. Został on pomocnikiem starego lędzińskiego leśniczego Järischa. Na mieszkanie Benzla wyznaczono dom gajowego Polko w rewirze Ławki. Ze spisanych przez Benzla wspomnień dowiedzieć się można, że podczas prac leśnych w rejonie Płonego Bagna, ówcześnie nazywanego Czarcim lub Diabelskim, miejscowi milkli i żegnali się bojaźliwie. Zapytany o powód tego strachu gajowy Polko nie chciał odpowiadać, a miejscowi ludzie także bali się o tym rozmawiać. Wspominano o zabiciu leśniczego, oraz że latają tam błędne ognie a nocą słychać tajemnicze wycia i trzaski.
Dopiero leśniczy Järisch udzielił Benzlowi pełnej odpowiedzi. Powiedział on, że poprzednikiem ławeckiego gajowego Polko był gajowy Liszko, bardzo sprawny urzędnik leśniczy, prowadzący ostrą wojnę ze złodziejami drewna i kłusownikami. W marcu 1905 jednej soboty gajowy Liszko nie wrócił do domu. Podejrzewano, że został u któregoś z kolegów na grę w skata. Następnego dnia leśniczy jednak nie wracał. Policja wszczęła więc poszukiwania. Nie przyniosły one jednak efektów – Liszki nie znaleziono. Järisch powiedział jednak Benzlowi, że na jednej ze stert niedopalonego drewna na zrębie nieopodal Diabelskiego Bagna znaleziono nadpalony but Liszki. Wśród okolicznej ludności rozpowszechniły się informacje o złych duchach, które porwały gajowego. Urzędnicy książęcy o rozsiewanie tych plotek podejrzewali sprawców zniknięcia Liszki. Tajemnicze odgłosy dochodzące z bagna Järisch uzasadniał natomiast bytowaniem tam wielu rzadkich gatunków zwierząt m.in. sów, czapli i żab. Słyszane przez miejscową ludność tajemnicze trzaski to odgłosy walk byków danieli, natomiast za błędne ognie uważano licznie tam występujące robaczki świętojańskie. Niektórzy opowiadali nawet, że widzieli wystającą z bagna rękę Liszki, był to jednak jedynie biały korzeń pokryty odchodami ptaków. Gajowy Polko także obawiał się tego miejsca i na Diabelskim Bagnie był zawsze ostrożny. Na pamiątkę tych wydarzeń obok Płonego Bagna stoi drewniana przydrożna kapliczka, którą opiekują się mieszkańcy Ławek.
Z Płonym Bagnem łączy się jeszcze jedna historia spisana przez Willego Benzla związana z występowaniem żmij w rejonie Płonego Bagna. Miejscowi mówili, że są one tak jadowite, że każde ich ukąszenie jest śmiertelne. Podczas czyszczenia rowów przydrożnych przez taką żmiję został ukąszony leśny robotnik Klimek. Wiedząc co go czeka wyraził ostatnie życzenie – chciał się napić wódki. Wypił jej cały litr, a po wytrzeźwieniu wyzdrowiał i powrócił do pracy.